# Fur (by)

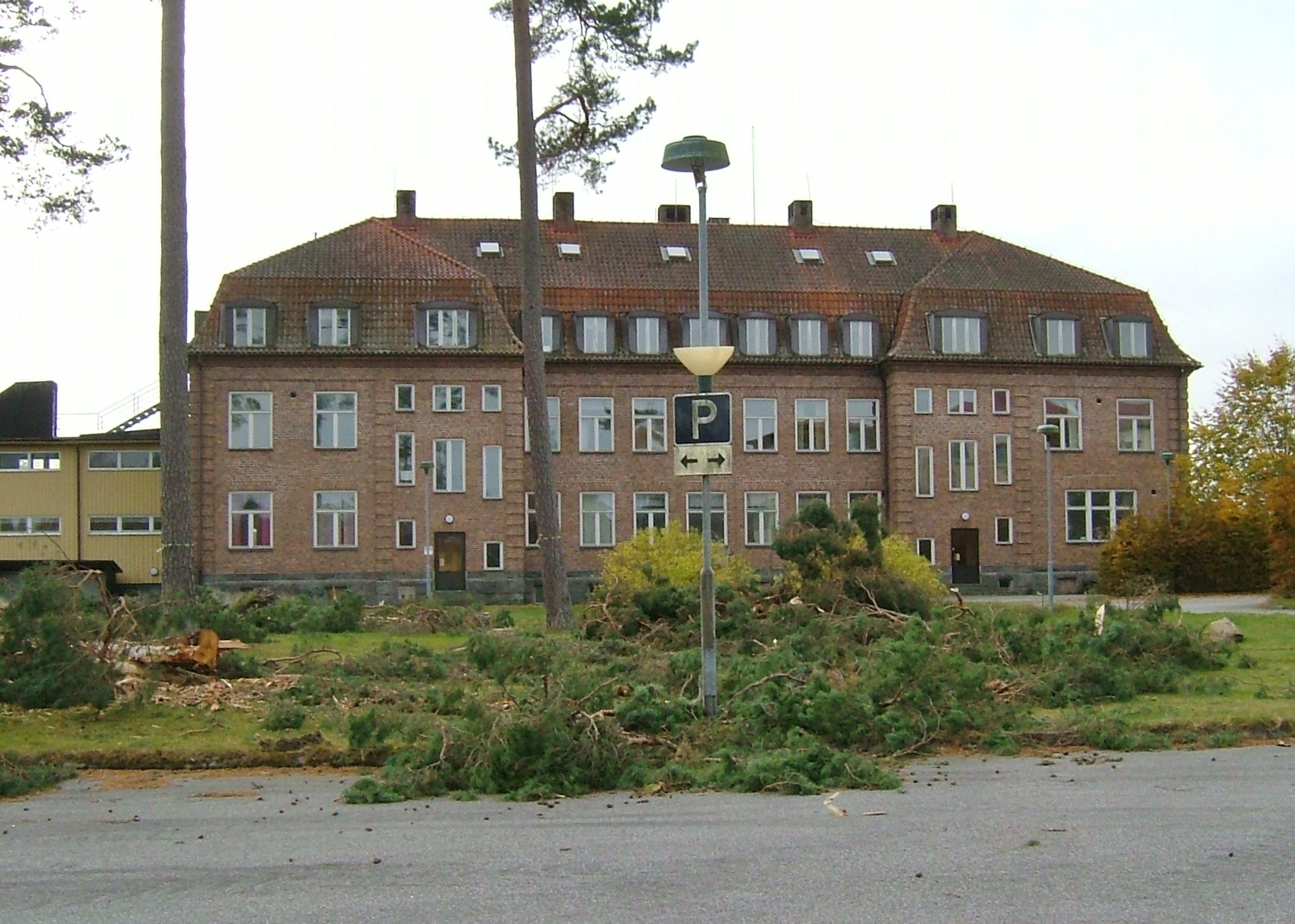
F.d. Blekinge läns sanatorium i Fur.

Fur är en by i norra delen av Karlskrona kommun i Sillhövda socken, gränsande till Emmaboda kommun belägen söder och sydost om Västersjön.
I norra Fur strax öster om sjön och mittemot Saleboda ligger det som var Blekinge läns sanatorium. Efter nedläggningen har den hyst skiftande verksamheter, som vandrarhem och flyktingförläggning. 